# Rio Arade
O rio Arade é um rio de Portugal localizado na região do Algarve. Nasce na serra do Caldeirão e passa por Silves, Lagoa e Portimão, indo desaguar no oceano Atlântico em Portimão, imediatamente a leste da praia da Rocha.
No tempo dos descobrimentos portugueses era navegável até Silves, onde existia um importante porto. Hoje, devido ao intenso assoreamento, apenas pequenos barcos podem chegar à cidade.
Portimão é o grande porto do Arade.
Tem um caudal médio de 1,5 m3/s (estimativa)

## O rio Arade na conquista de Silves

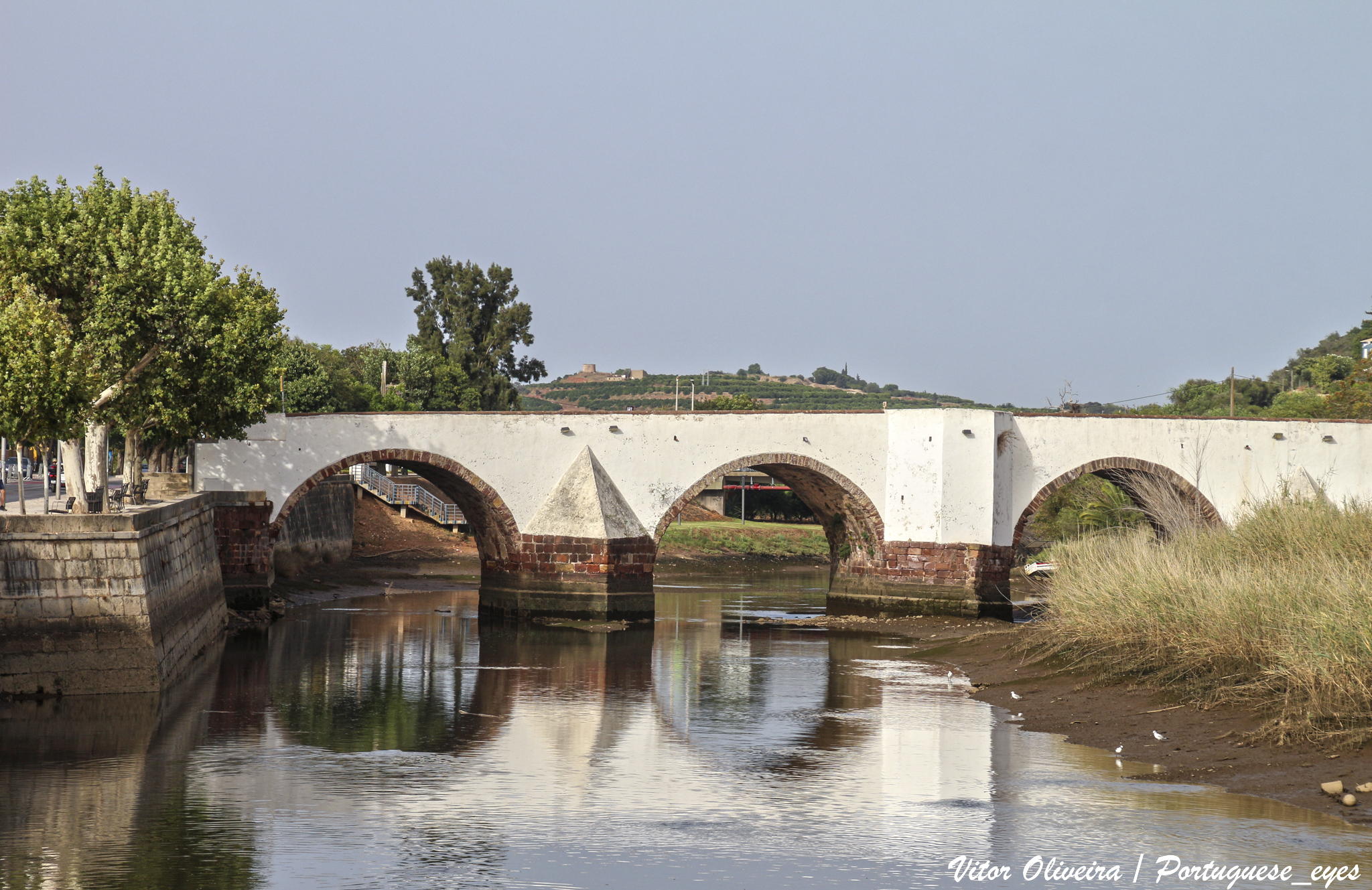
Ponte de Silves sobre o Arade

Um fator que teve forte impacto no desenvolvimento de Silves no período de domínio árabe foi, sem dúvida, a sua proximidade ao rio Arade, então navegável até às muralhas da cidade.
No ano de 1189, a pedido de D. Sancho I, uma frota de cruzados que ia a caminho da Terra Santa subiu o rio Arade, juntando-se às tropas portuguesas vindas por terra com o intuito de conquistar a cidade, o que veio a acontecer, após prolongado cerco, no dia 3 de setembro desse ano.
No século XV foi levantada em Silves a ponte sobre o Arade, hoje um dos ex-libris da cidade.
O rio, que motivou o desenvolvimento da cidade, veio porém a dar um contributo importante para o seu declínio, agravado pelo  assoreamento do leito, que apenas permite a navegabilidade por barcos de pequeno porte.

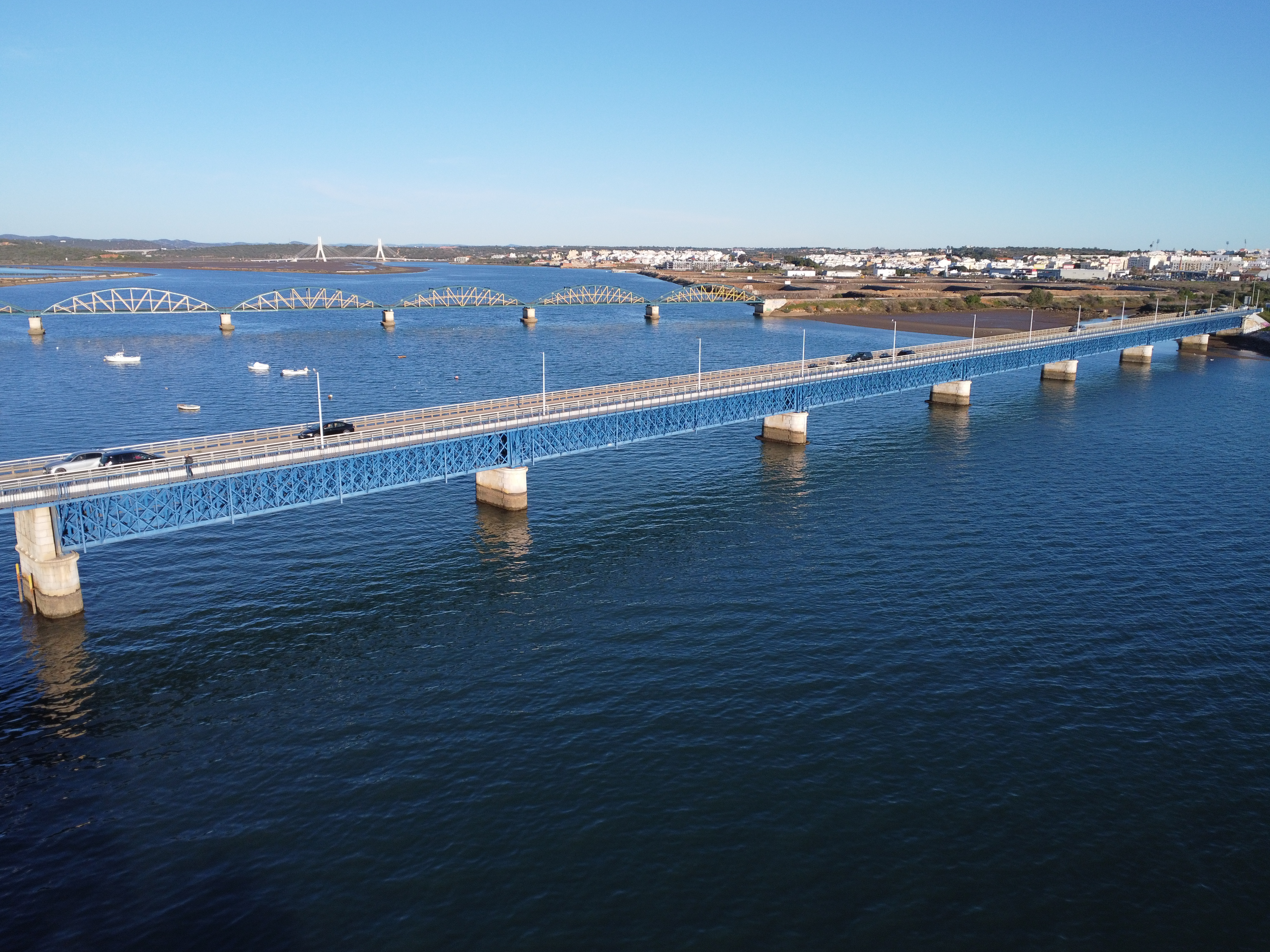
Ponte Rodoviária ou Ponte Velha e Ponte Ferroviária de Portimão ao PK 18 da Linha do Algarve, entre Ferragudo e Portimão

## Estuário

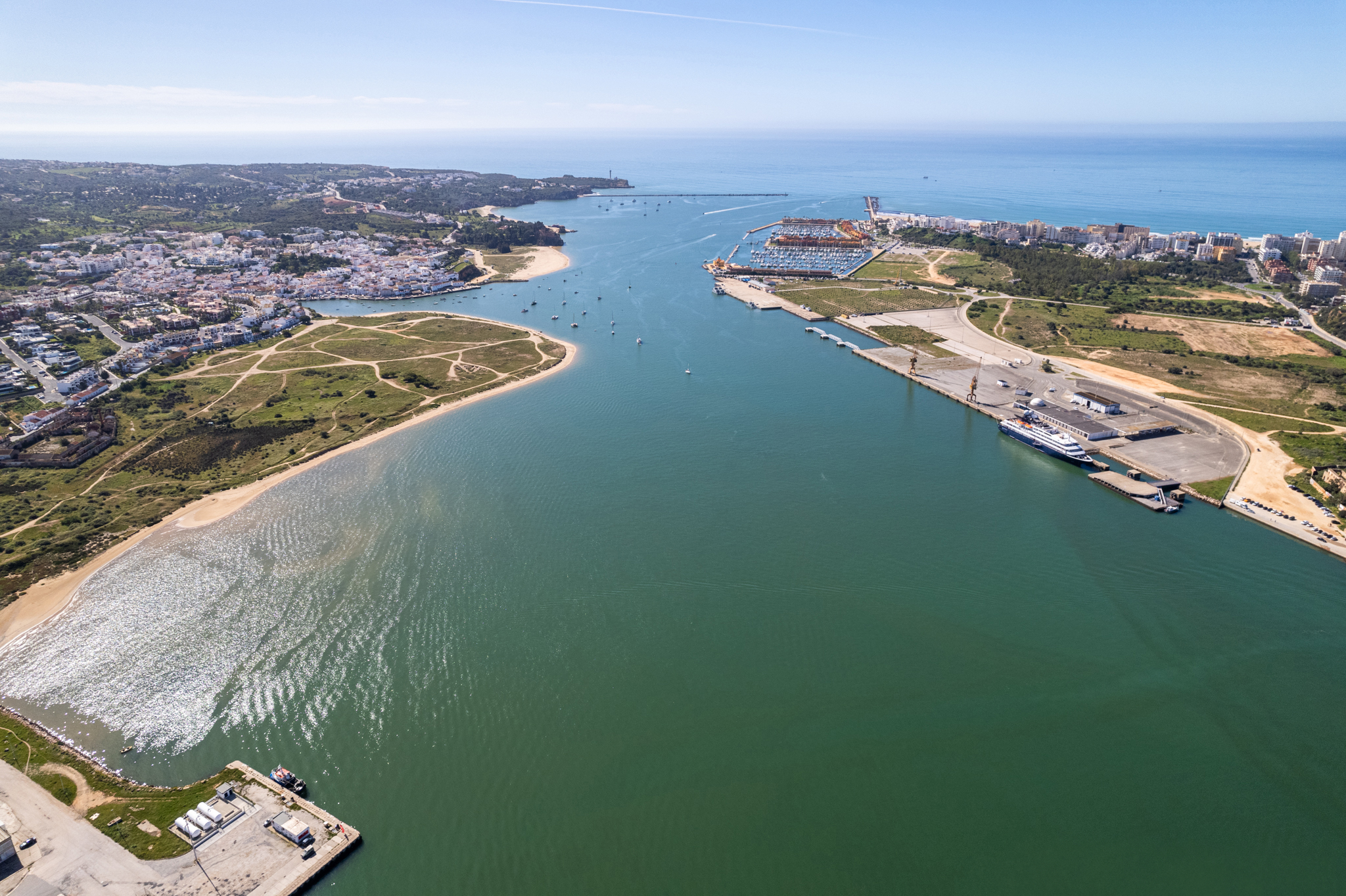
Foz do Rio Arade entre Portimão e Ferragudo

O estuário do Arade separa os concelhos de Portimão e Lagoa e nas suas margens encontram-se salinas, sapais, bancos de vasa, vários cursos de água  e zonas urbanizadas. Entre a fauna e a flora que lá se podem encontrar há plantas como a morraça, a gramata, a Arthrocnemum fruticosum, a Atriplex portulacoides, o Juncus maritimus, a  Arthrocnemum macrostachyum, o valverde-dos-sapais, a sempre-viva, a Salsola vermiculata e a salgadeira; aves como o corvo-marinho-de-faces-brancas, a garça-branca-pequena, a garça-real, o colhereiro, o flamingo, a
galinha-d'água, o pernilongo, o alfaiate, o borrelho-grande-de-coleira, a tarambola-cinzenta, o pilrito-das-praias, o
pilrito-comum, o pilrito-escuro, o maçarico-de-bico-direito, o maçarico-galego, o perna-vermelha-comum, o
perna-verde-comum, o maçarico-bique-bique, o maçarico-das-rochas, a rola-do-mar, o guincho-comum, a 
gaivota-d'asa-escura, a gaivota-argêntea, o garajau-grande, o garajau-comum, a garça-boieira, a cegonha-branca, o peneireiro-vulgar, o pombo-das-rochas, o andorinhão-preto e o andorinhão-real; peixes como os juvenis (que em adultos vão para o mar) da sardinha, do linguado, da anchova, do sargo ou da tainha e possivelmente mamíferos como a lontra.

## Afluentes
- Ribeira do Arade
- Ribeira de Boina
- Ribeira de Odelouca

## Barragens
- Barragem do Arade
- Barragem do Funcho